# Prügy
Prügy är en ort i Ungern.   Den ligger i provinsen Borsod-Abaúj-Zemplén, i den nordöstra delen av landet, 180 km öster om huvudstaden Budapest. Prügy ligger 95 meter över havet och antalet invånare är 2 568.
Terrängen runt Prügy är platt. Runt Prügy är det ganska tätbefolkat, med 56 invånare per kvadratkilometer. Närmaste större samhälle är Szerencs, 9,0 km norr om Prügy. Trakten runt Prügy består till största delen av jordbruksmark.